# Нове Седло (Соколов)
Нове Седло (чеш. Nové Sedlo) град је у Чешкој Републици. Град се налази у управној јединици Карловарски крај, у оквиру којег припада округу Соколов.

## Становништво
Према подацима о броју становника из 2014. године град је имао 2.597 становника.

## Партнерски градови
- Шварценберг